# FC Florești
FC Florești is een Moldavische voetbalclub uit Florești.
De club werd in 2017 opgericht vanuit een jeugdacademie die sinds 2002 actief was in Florești. In 2017 won de club direct haar poule in de Divizia B. In 2018 werd de club tweede in de Divizia A. In 2019 werd Florești kampioen in de Divizia A en promoveerde naar de Divizia Națională.

## Erelijst
Divizia A
2019, 2024
Divizia B
2017
FC Fălești ·
FC Floreşti · 
Iskra Rîbnița · 
FC Oguz Comrat ·
Olimp Comrat · 
Real Sireți ·
Sheriff 2 ·
FC Stăuceni ·
FCM Ungheni ·
Univer Comrat ·
Victoria ·
Zimbru Chisinau 2